# Beaumont (Ardèche)
Pour les articles homonymes, voir Beaumont.
Beaumont est une commune française, située dans le département de l'Ardèche en région Auvergne-Rhône-Alpes.

## Géographie

### Situation et description

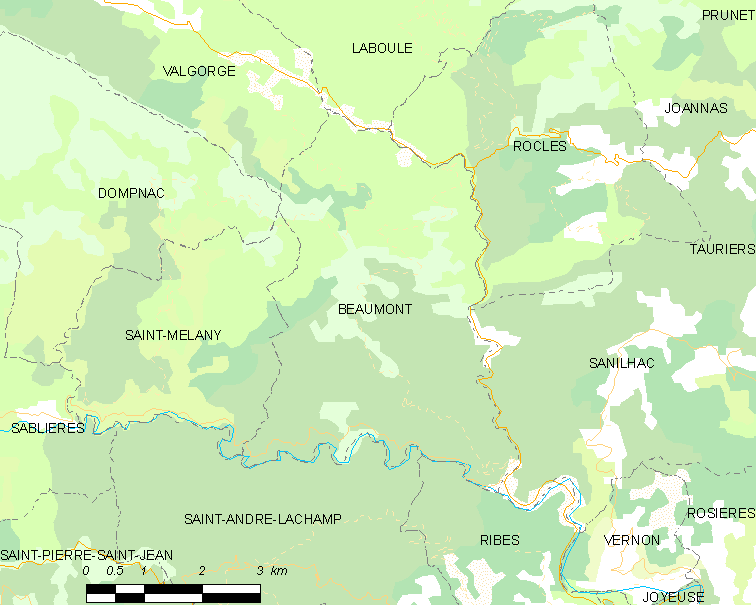
Carte de Beaumont et des communes voisines.

Beaumont est une petite commune de moyenne montagne à l'aspect essentiellement rural. Situé dans la partie méridionale du département de l'Ardèche, elle est rattachée à la communauté de communes du Pays Beaume-Drobie, dont le siège est fixé à Joyeuse.

### Communes limitrophes
Les communes limitrophes sont Dompnac, Laboule, Ribes, Rocles, Saint-André-Lachamp, Saint-Mélany, Sanilhac et Valgorge.
Beaumont est limitrophe de huit communes, toutes situées dans le département de l'Ardèche, et réparties géographiquement de la manière suivante :

### Climat
Pour des articles plus généraux, voir Climat d'Auvergne-Rhône-Alpes et Climat de l'Ardèche.
En 2010, le climat de la commune est de type climat méditerranéen franc, selon une étude du CNRS s'appuyant sur une série de données couvrant la période 1971-2000. En 2020, Météo-France publie une typologie des climats de la France métropolitaine dans laquelle la commune est exposée à un climat de montagne ou de marges de montagne et est dans une zone de transition entre les régions climatiques « Provence, Languedoc-Roussillon » et « Sud-est du Massif Central ».
Pour la période 1971-2000, la température annuelle moyenne est de 11,1 °C, avec une amplitude thermique annuelle de 16,8 °C. Le cumul annuel moyen de précipitations est de 1 495 mm, avec 8,7 jours de précipitations en janvier et 4,9 jours en juillet. Pour la période 1991-2020, la température moyenne annuelle observée sur la station météorologique de Météo-France la plus proche, « Sablières Oara », sur la commune de Sablières à 7 km à vol d'oiseau, est de 13,9 °C et le cumul annuel moyen de précipitations est de 1 787,2 mm,. Pour l'avenir, les paramètres climatiques de la commune estimés pour 2050 selon différents scénarios d'émission de gaz à effet de serre sont consultables sur un site dédié publié par Météo-France en novembre 2022.

### Hydrographie
Le territoire communal est longé par la Baume et son principal affluent la Drobie.

### Voies de communication
Le territoire de la commune est longé à l'est par la route départementale 203 (RD203) et au sud par la route départementale 220 (RD220).

### Lieux-dits, hameaux et écarts
- Bazalet
- le Blat
- Bolze
- Brousson
- Chapieux
- le Charnier
- l'Elzet
- Flacouze
- Issac
- les Pauzes
- la Roche
- le Serre
- Arifon
- Lauriol
- Terres-Rouges
- Escafoulen
- Sarrabasche

Source pour partie : site Gencom.

### Site naturel
- Ravin de l'Adreyt

## Urbanisme

### Typologie
Au 1er janvier 2024, Beaumont est catégorisée commune rurale à habitat très dispersé, selon la nouvelle grille communale de densité à 7 niveaux définie par l'Insee en 2022.
Elle est située hors unité urbaine et hors attraction des villes,.

### Occupation des sols
L'occupation des sols de la commune, telle qu'elle ressort de la base de données européenne d’occupation biophysique des sols Corine Land Cover (CLC), est marquée par l'importance des forêts et milieux semi-naturels (98,5 % en 2018), en augmentation par rapport à 1990 (96,3 %). La répartition détaillée en 2018 est la suivante : 
forêts (81,5 %), milieux à végétation arbustive et/ou herbacée (17,1 %), zones agricoles hétérogènes (0,9 %), prairies (0,5 %).
L'évolution de l’occupation des sols de la commune et de ses infrastructures peut être observée sur les différentes représentations cartographiques du territoire : la carte de Cassini (XVIIIe siècle), la carte d'état-major (1820-1866) et les cartes ou photos aériennes de l'IGN pour la période actuelle (1950 à aujourd'hui).

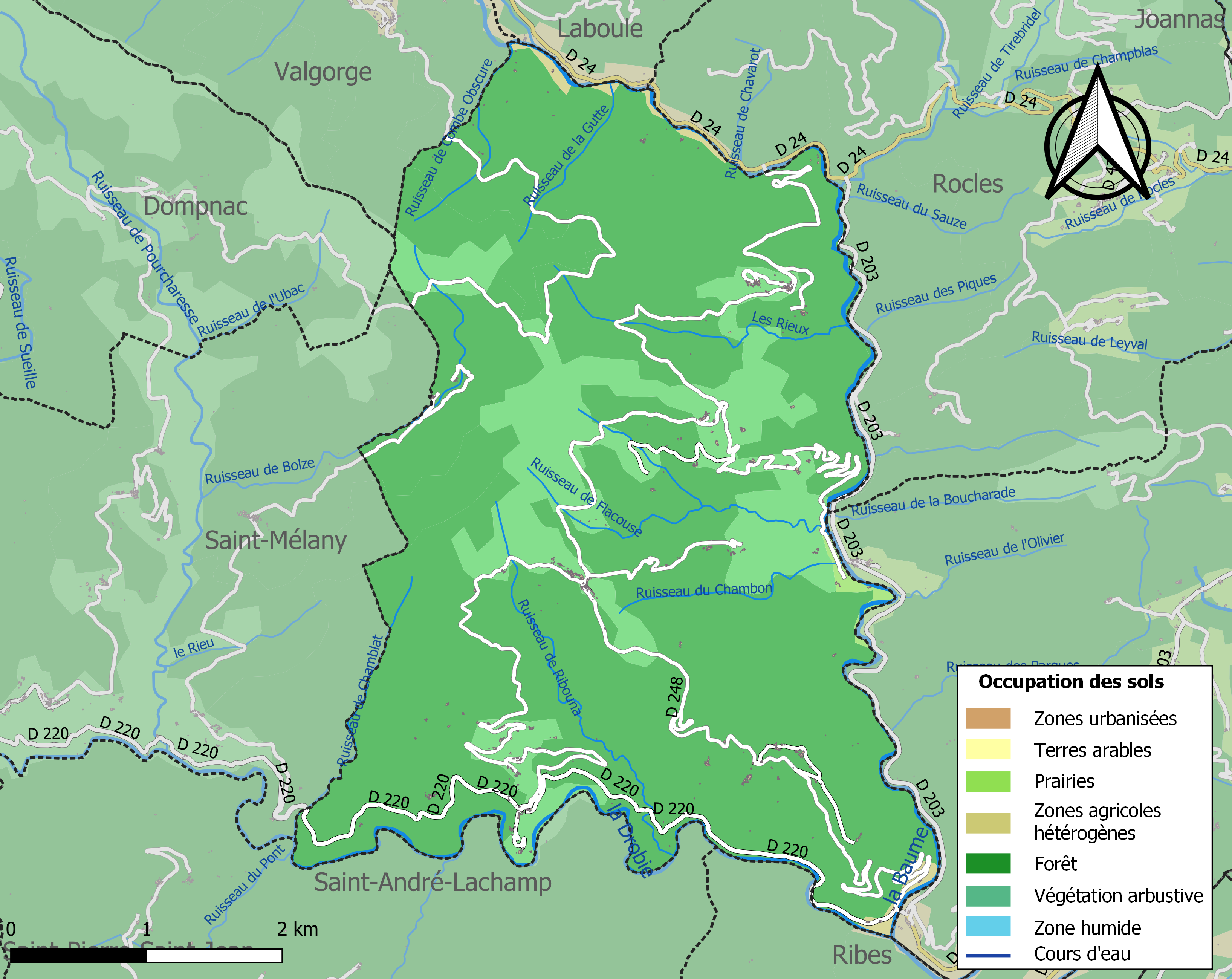
Carte des infrastructures et de l'occupation des sols de la commune en 2018 (CLC).

## Politique et administration

### Liste des maires
| Période                                  | Période                   | Identité           | Étiquette | Qualité      |
| ---------------------------------------- | ------------------------- | ------------------ | --------- | ------------ |
| Les données manquantes sont à compléter. |                           |                    |           |              |
| 1998                                     | mai 2020                  | Pascal Waldschmidt | DVG       | Agriculteur  |
| mai 2020                                 | En cours (au 6 août 2020) | Agnès Audibert     | DVG       | Agricultrice |

## Population et société

### Démographie
L'évolution du nombre d'habitants est connue à travers les recensements de la population effectués dans la commune depuis 1793. Pour les communes de moins de 10 000 habitants, une enquête de recensement portant sur toute la population est réalisée tous les cinq ans, les populations de référence des années intermédiaires étant quant à elles estimées par interpolation ou extrapolation. Pour la commune, le premier recensement exhaustif entrant dans le cadre du nouveau dispositif a été réalisé en 2004.

En 2022, la commune comptait 261 habitants, en évolution de +8,75 % par rapport à 2016 (Ardèche : +2,48 %, France hors Mayotte : +2,11 %).
| 1793  | 1800 | 1806 | 1821  | 1831  | 1836  | 1841  | 1846  | 1851  |
| ----- | ---- | ---- | ----- | ----- | ----- | ----- | ----- | ----- |
| 1 830 | 965  | 979  | 1 239 | 1 340 | 1 324 | 1 367 | 1 317 | 1 345 |

| 1856  | 1861  | 1866  | 1872  | 1876  | 1881  | 1886  | 1891 | 1896 |
| ----- | ----- | ----- | ----- | ----- | ----- | ----- | ---- | ---- |
| 1 310 | 1 284 | 1 237 | 1 170 | 1 162 | 1 053 | 1 033 | 954  | 982  |

| 1901 | 1906 | 1911 | 1921 | 1926 | 1931 | 1936 | 1946 | 1954 |
| ---- | ---- | ---- | ---- | ---- | ---- | ---- | ---- | ---- |
| 963  | 945  | 878  | 698  | 682  | 565  | 532  | 419  | 287  |

| 1962 | 1968 | 1975 | 1982 | 1990 | 1999 | 2004 | 2006 | 2009 |
| ---- | ---- | ---- | ---- | ---- | ---- | ---- | ---- | ---- |
| 220  | 193  | 162  | 173  | 161  | 173  | 199  | 200  | 212  |

| 2014 | 2019 | 2022 | - | - | - | - | - | - |
| ---- | ---- | ---- | - | - | - | - | - | - |
| 240  | 251  | 261  | - | - | - | - | - | - |

### Enseignement
La commune est rattachée à l'académie de Grenoble.

### Médias
La commune est située dans la zone de distribution de deux organes de la presse écrite :
- L'Hebdo de l'Ardèche

Il s'agit d'un journal hebdomadaire français basé à Valence et couvrant l'actualité de tout le département de l'Ardèche.
- Le Dauphiné libéré

Il s'agit d'un journal quotidien de la presse écrite française régionale distribué dans la plupart des départements de l'ancienne région Rhône-Alpes, notamment l'Ardèche. La commune est située dans la zone d'édition d'Aubenas, Privas et la Vallée du Rhône.
Ici Drôme Ardèche est la radio publique locale couvrant le territoire de la commune et l’ensemble du département.

### Cultes
L'église paroissiale et les membres de la communauté catholique qui résident dans la commune de Beaumont sont rattachés à la paroisse Sainte Thérèse des Cévennes, elle-même rattachée au diocèse de Viviers.

## Culture locale et patrimoine

### Lieux et monuments
- Église Notre-Dame de Chabreilles[20].
- Le pont du Gua sur la Beaume, construit aux XVe et XVIe siècles, classé au titre des monuments historiques depuis le 5 décembre 1984[21].

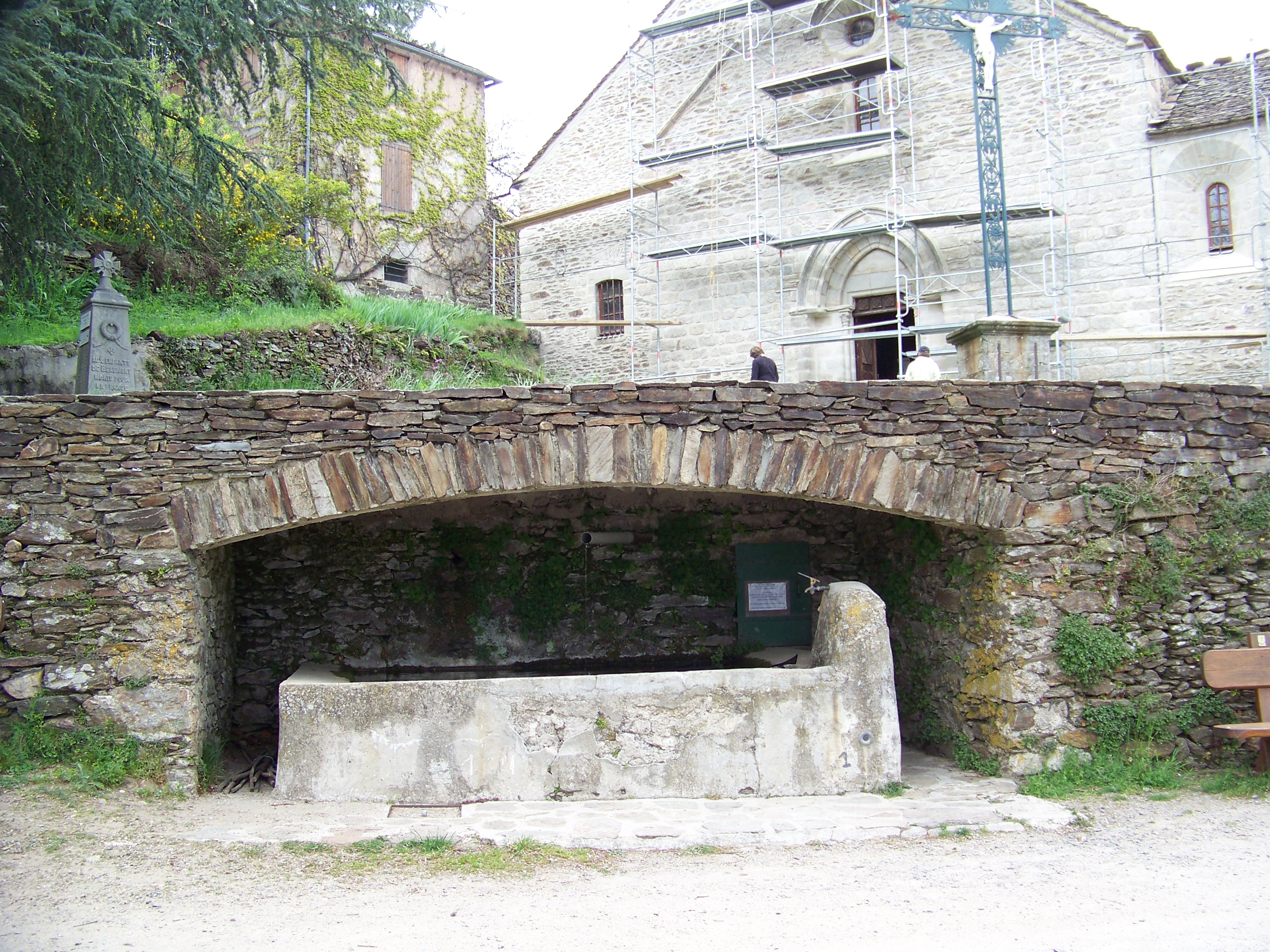
Fontaine-lavoir devant l'église.

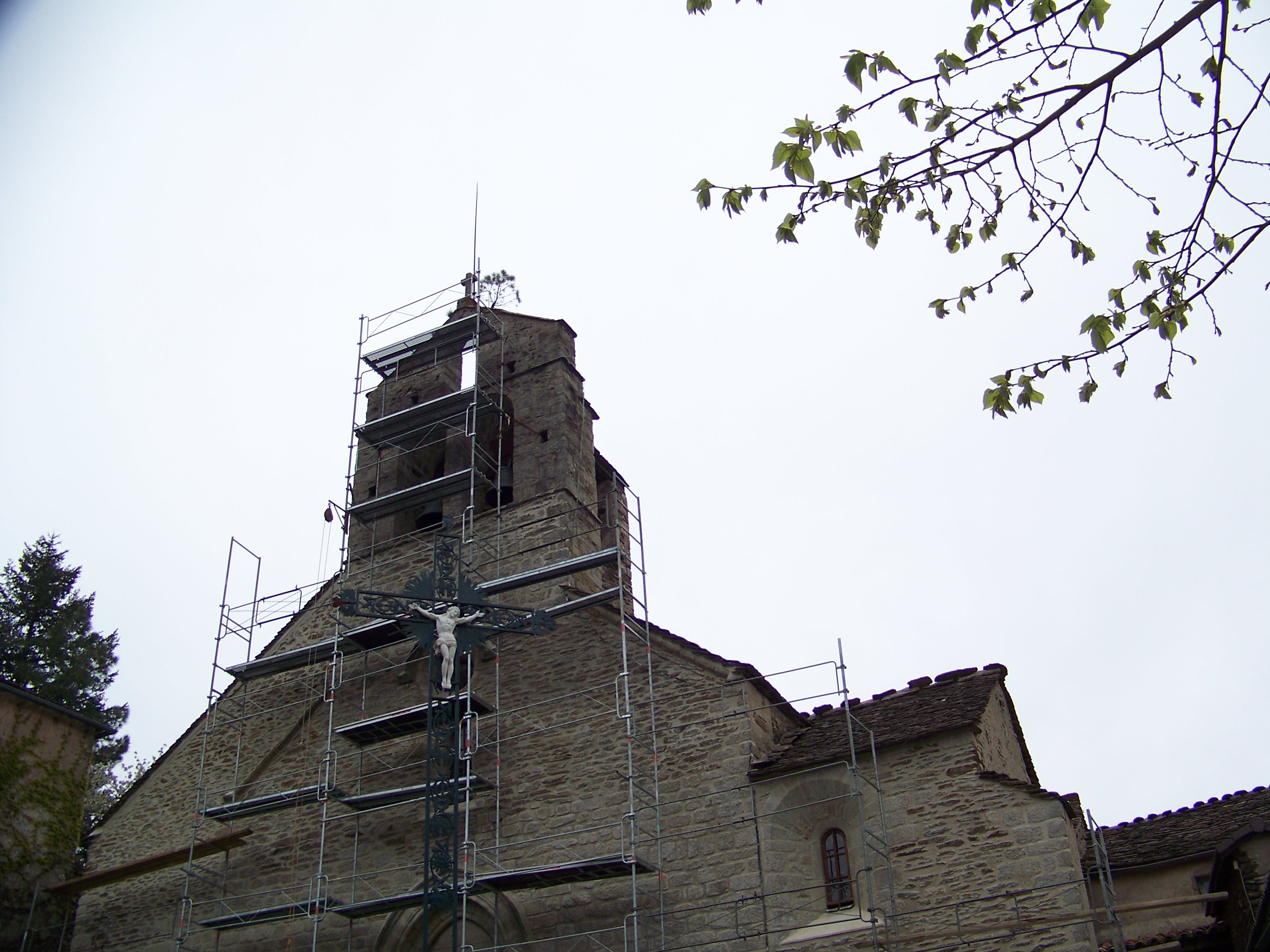
Église.

- Motte castrale[22].

### Personnalités liées à la commune
- Jacques Selosse, éducateur et professeur de psychologie sociale possédait une maison à Issac.
- Kenneth White 1936-2023 résida 3 ans à Gourgounel (de 1962 à 1964)[23].

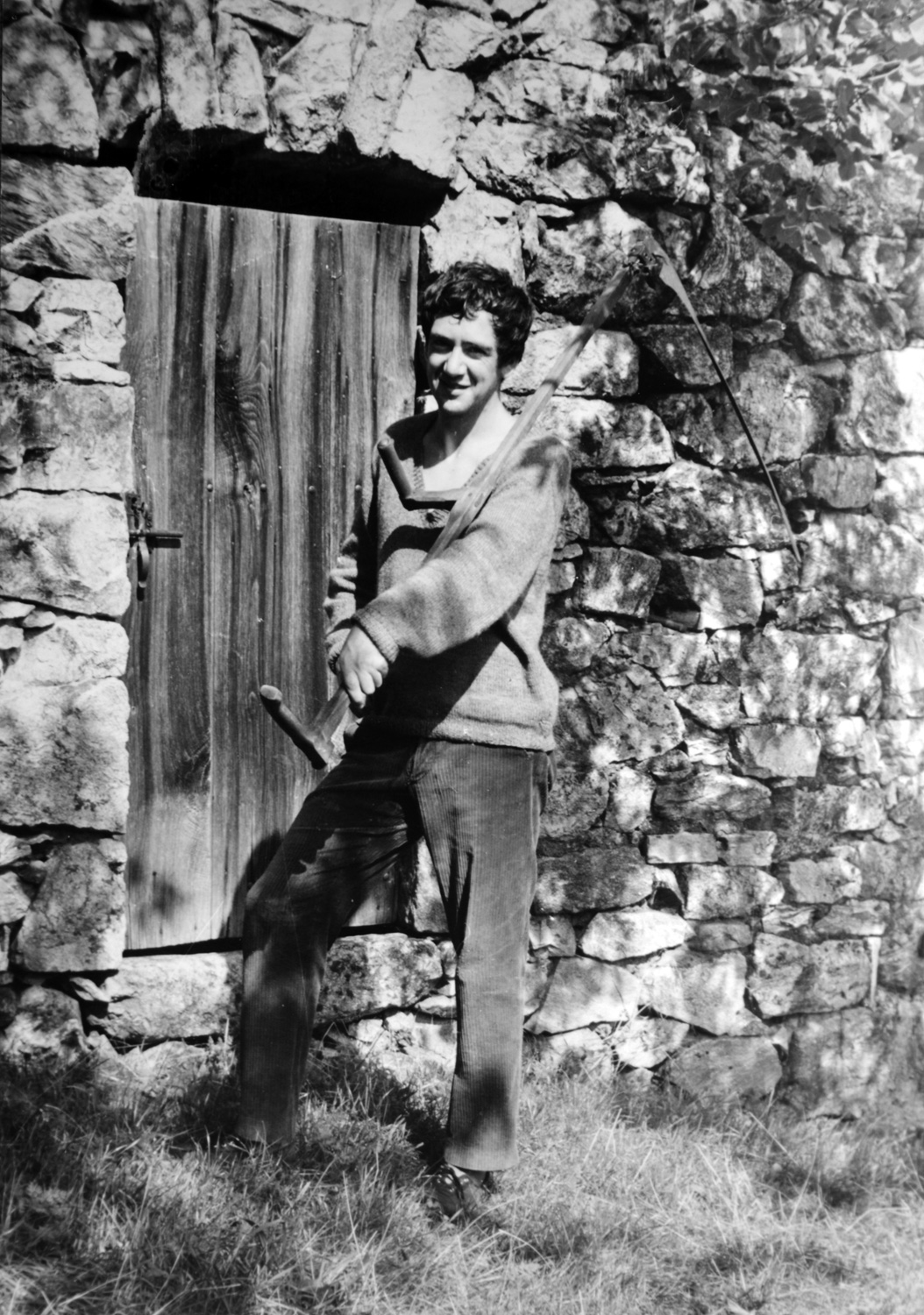

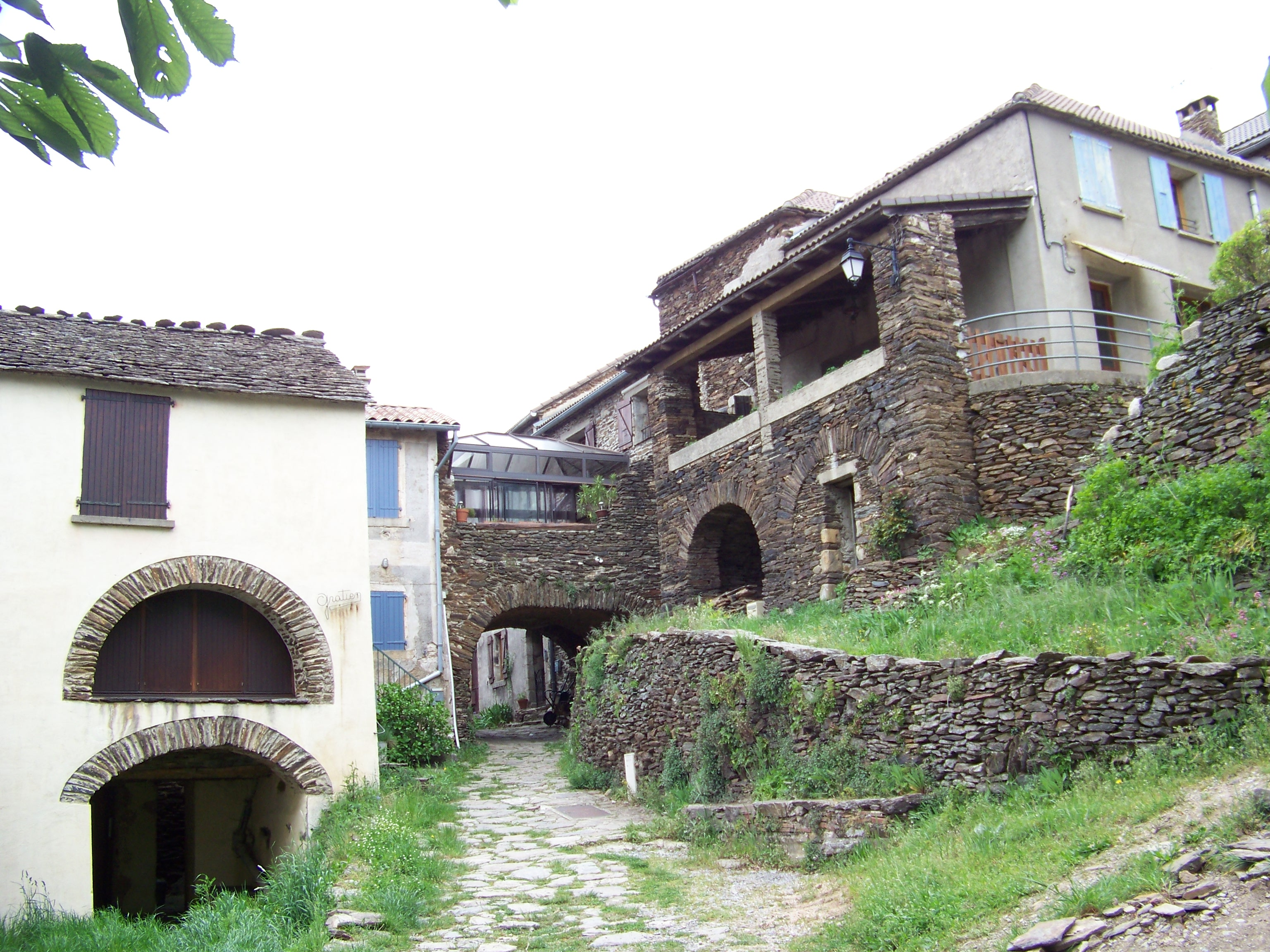
Architecture de la Cévenne ardèchoise.
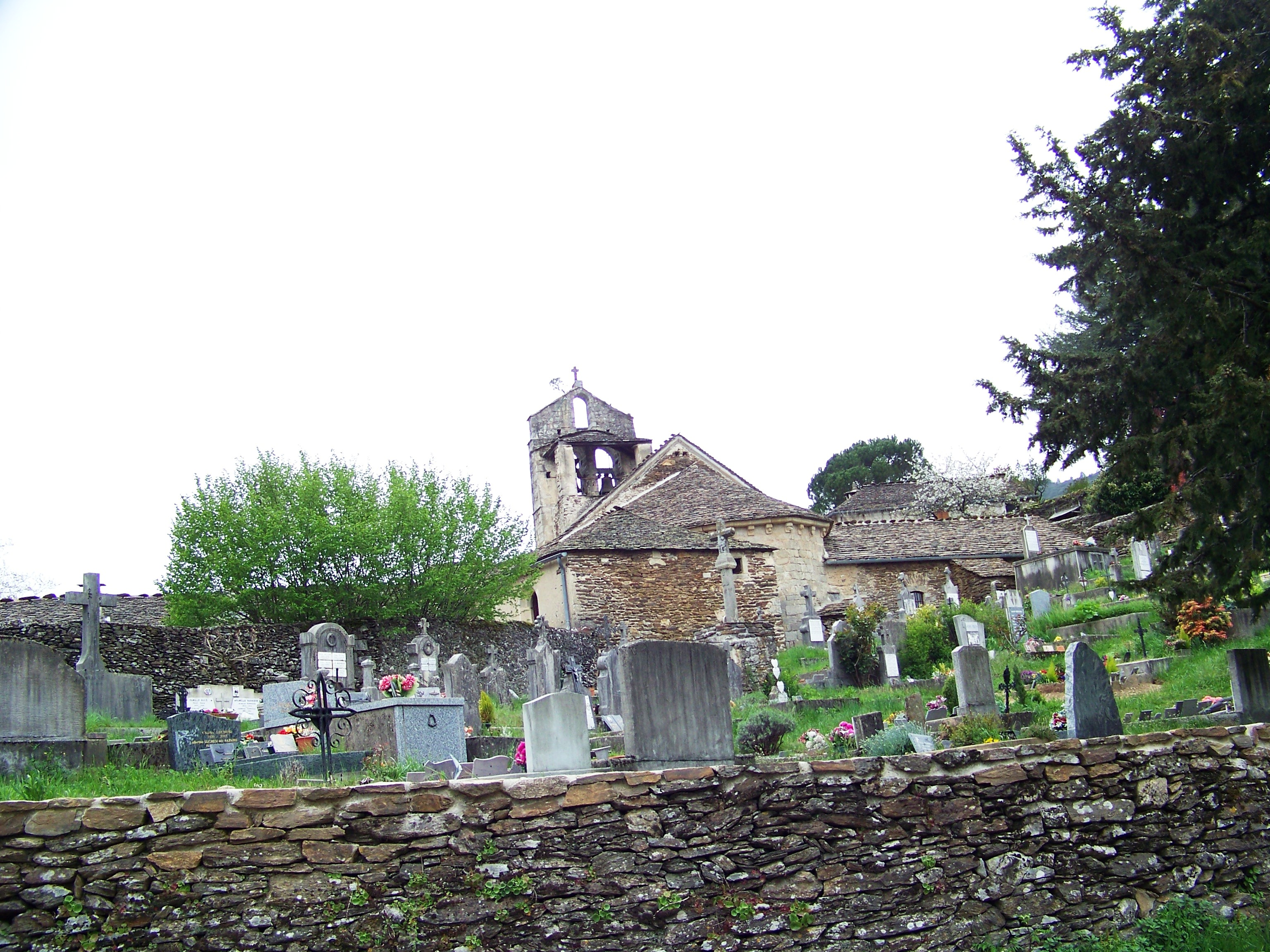
Cimetière au chevet de l'église.

### Héraldique
|  | Beaumont (Ardèche) possède des armoiries dont l'origine et le blasonnement exact ne sont pas disponibles. |